# Diples
I diples o dhiples (δίπλες) è un tipico dolce della cucina greca, in particolare del Peloponneso, realizzato con sottilissime foglie di pasta sfoglia. La pasta sfoglia viene arrotolata in strisce lunghe e sottili, fritte nell'olio bollente ed infine immerse nello sciroppo. 
Tradizionalmente, al posto dello sciroppo viene utilizzato il miele caldo, e i diples vengono spolverati con noci sbriciolate e cannella.
I diples possono essere realizzati anche con forme differenti, fra cui le più comuni sono a farfallino o a spirale.
I diples sono un dolce tipico della zona del Peloponneso e vengono serviti anche in occasione di matrimoni o celebrazioni per l'anno nuovo.